# Ångvissla

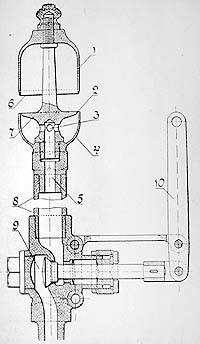
Ritning över en ångvissla

En ångvissla är en visselpipa som drivs med vattenånga med högt tryck. Tonen hos en ångvissla är kraftig och genomträngande. Ordet är belagt i svenska språket sedan 1858.
Ångvisslor används framförallt på ånglok och ångfartyg, men även på tekittlar och kaffepannor. Ett varumärke för sådana kaffepannor är visseljohanna.
|  |
|  |